# Tržaška cesta, Maribor
Tržaška cesta v Mariboru je bila v 19. stoletju cesta, ki je vodila od starega dravskega mostu skozi Magdalensko predmestje do državne ceste proti Trstu poimenovali »Triester Strasse« (Tržaška cesta). Leta 1919 so ime poslovenili v Tržaška cesta. 
Po nemški okupaciji leta 1941 so jo ponovno poimenovali Triester Strasse. Maja 1945 ji vrnejo slovensko ime Tržaška cesta. Tržaška ali Državna komercialna cesta, ki je tekla skozi Magdalensko predmestje, je bila ena najpomembnejših cest v tedajni Avstro-Ogrski, kajti do izgradnje železnice je bila edina povezava med Dunajem in edinim velikim pristaniščem v Avstriji, Trstom, ki je bil tedaj avstrijsko okno v svet. Ob tako imenitni cesti so v drugi polovici 19. stoletja zrasle številne, za mesto pomembne stavbe, kot so mestna bolnišnica, mestni vodovod, pehotna vojašnica, kaznilnica in nove stanovanjske hiše, med katerimi po svoji mogočnosti izstopa nekdanja vila Piberstein. Med letoma 1894 in 1896 je tehniški kemik z Dunaja Franc Swaty preselil v Maribor svoj obrat za izdelovanje umetnega brusnega kamna. Proizvod majhne tovarne - pred prvo svetovno vojno je zaposlovala 18 ljudi  - je kmalu zaslovel v inozemstvu. Tudi po smrti ustanovitelja leta 1907 je podjetje obdržalo rodbinsko ime. 
V začetku 20. stoletja so obrat iz prvotnih prostorov v Stolni ulici (danes Poštna ulica) preselili v nove prostore na Tržaški cesti 66 in 70, kjer je tovarna še danes. V drugi polovici tridesetih let je bilo v tovarni Swaty, I. jugoslovanski tovarni brusnih plošč in brusnih kamnov, zaposlenih okoli 50 delavcev in delavk ter 8 uradnikov. Leta 1799 so v eni izmed hiš mestnega špitala na Slomškovem trgu odprli mestno bolnišnico. Zaradi premajhnih in neprimernih prostorov je mariborski župan Otmar Reiser dal leta 1855 zgraditi novo bolnišnico ob Tržaški cesti. V letih 1869 in 1883 so bolnišnico še dograjevali in širili. Tako so zgradili operacijsko dvorano, skladišče, novo kuhinjo in mrtvašnico. Nova in za tiste čase moderna bolnišnica je imela 110 bolniških postelj. Toda zaradi vedno večjega števila prebivalstva in novih medicinskih dognanj so v letih 1901-1902 bolnišnico še razširili s stavbo za karanteno, novo mrtvašnico, stavbo za dezinfakcijo, novo pralnico in skladišče, novo stavbo kirurgije in nove prostore za bolnike. Tako je v začetku 20. stoletja bilo v bolnišnici že 315 bolniških postelj. Po zaprtju kadetske šole leta 1869 so si meščani želeli, da bi šolo kmalu ponovno odprli. Ker pa so v nekdanji kadetski šoli bili nameščeni vojaki 47. mariborskega pešpolka, je mestni svet leta 1894 dal ob Tržaški cesti zgraditi novo pehotno vojašnico. Tako so v letih 1894-1895 zgradili en enonadstropni oficirski paviljon in dve dvonadstropni stavbi za vojake.